# Barney Oldfield's Race for a Life
Barney Oldfield's Race for a Life est un film américain réalisé et produit par Mack Sennett, sorti en 1913.
Il comporte l'intrigue devenue classique d'un méchant attachant une jeune demoiselle sur les rails alors qu'un train arrive, et met en vedette le pilote automobile Barney Oldfield faisant la course avec la locomotive.

## Fiche technique
- Réalisation :  Mack Sennett
- Producteur : Mack Sennett
- Photographie : Lee Bartholomew, Walter Wright
- Distributeur : Keystone Film Company
- Durée : 13 minutes
- Date de sortie : 3 juin 1913

## Distribution
- Mabel Normand : la fille
- Mack Sennett : le garçon
- Ford Sterling : le méchant jaloux
- Hank Mann  : complice du méchant

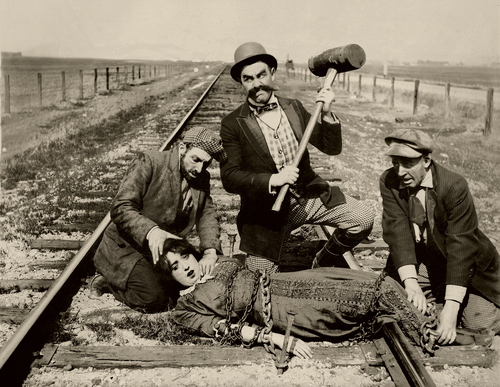
Mabel Normand enchaînée sur les rails

- Barney Oldfield : lui-même, un pilote automobile
- Al St. John : un autre complice du méchant
- Helen Holmes
- William Hauber
- The Keystone Cops